# Маяк (Калінінградська область)
Маяк (рос. Маяк) — селище Свєтлогорського району, Калінінградської області Росії. Входить до складу Міського поселення Донське.
Населення —  10 осіб (2015 рік). 

## Населення
| 2002 | 2010 |
| ---- | ---- |
| 0    | ↗10  |